# Azad Kashmir
Azad Jammu và Kashmir (tiếng Urdu: آزاد جموں و کشمیر azād jammūñ o- kaśmīr; AJK) hay gọi tắt là Azad Kashmir (nghĩa là "Kashmir Tự do"), là thực thể chính trị phía nam của phần do Pakistan quản lý tại khu vực tranh chấp Jammu và Kashmir. Bên phía đông biên giới của vùng là bang Jammu and Kashmir do Ấn Độ kiếm soát, Khyber Pakhtunkhwa nằm ở phái tây, Gilgit-Baltistan ở phía bắc, và tỉnh Punjab của Pakistan ở phía nam. Thủ phủ của vùng là Muzaffarabad, Azad Kashmir có diện tích 13.297 kilômét vuông (5.134 dặm vuông Anh) và dân số ước tính là 4 triệu người. Azad Kashmir và Gilgit-Baltistan cấu thành một khu vực được gọi là Vùng Kashmir do Pakistan quản lý và được Ấn Độ coi là vùng Pakistan chiếm đóng.
| Đợn vị       | Quận         | Diện tích (km²) | Dân số (1998)  | Trụ sở         |
| ------------ | ------------ | --------------- | -------------- | -------------- |
| Mirpur       | Bhimber      | 1.516           | 301.633        | Bhimber        |
|              | Kotli        | 1.862           | 563.094        | Kotli          |
|              | Mirpur       | 1.010           | 333.482        | Mirpur         |
| Muzaffarabad | Muzaffarabad | 2.496           | 638.973        | Muzaffarabad   |
|              | Hattian      | ?               | ?              | Hattian Bala   |
|              | Neelum       | 3.621           | 106.778        | Athmuqam       |
| Poonch       | Poonch       | 855             | 411.035        | Rawalakot      |
|              | Haveli       | 600 (est.)      | 150.000 (est.) | Forward Kahuta |
|              | Bagh         | 768             | 243.415        | Bagh           |
|              | Sudhnati     | 569             | 334.091        | Pallandari     |
|              |              |                 |                |                |
| Tổng         | 10 quận      | 13.297          | 2.972.501      | Muzaffarabad   |